# Čirč
Čirč (in ungherese Csércs) è un comune della Slovacchia facente parte del distretto di Stará Ľubovňa, nella regione di Prešov.